# Aquae Sulis

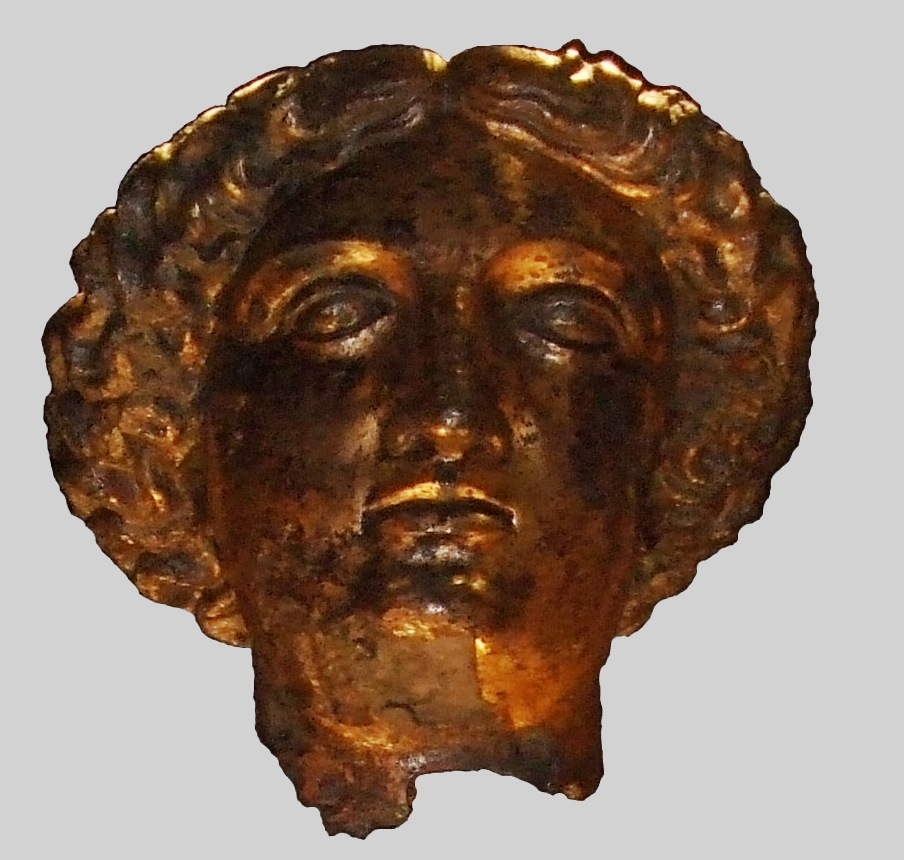
Cabeza de bronce dorado de la estatua de Minerva (Sulis) del templo de Bath, encontrada en 1727 y ahora en las termas romanas de Bath.

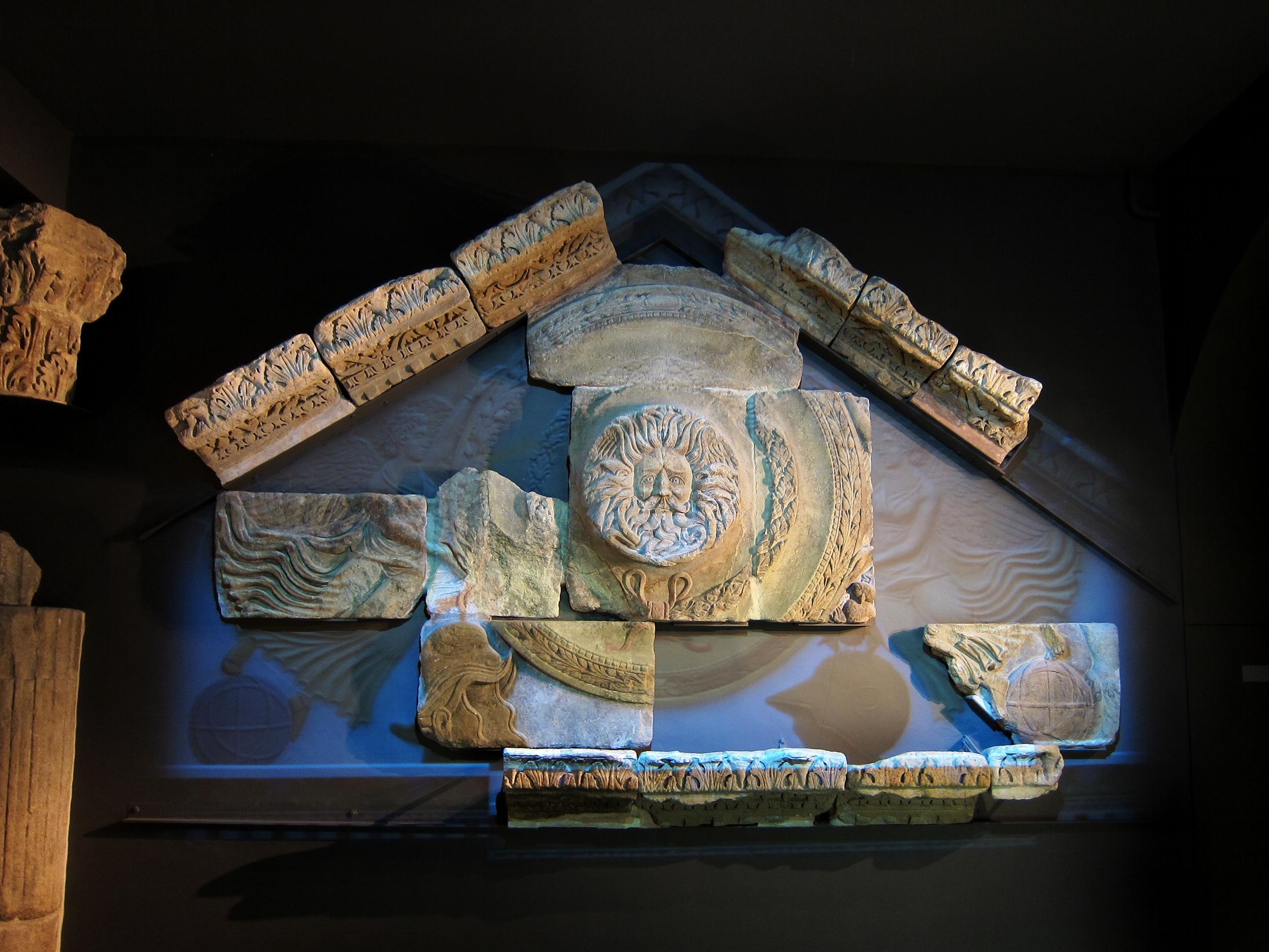
La Gorgona del frontón del antiguo templo de Minerva, hoy en el museo de las termas romanas de Bath.

Aquae Sulis (latín para "Aguas de Sulis") era una pequeña ciudad de la provincia romana de Britania. Se levantó en lo que hoy es la ciudad inglesa de Bath, Somerset. El registro de calzadas romanas del Itinerario de Antonino menciona la ciudad como Aquis Sulis. Ptolomeo registra la ciudad como Aquae calidae ("aguas cálidas") en su obra del siglo XV Geografíia. También Ptolomeo la atribuye a la civitas Belgarum.
A la ciudad se llegaba por una importante calzada romana, la via Calleva Atrebatum-Aquae Sulis.

## Complejo de termas y templos

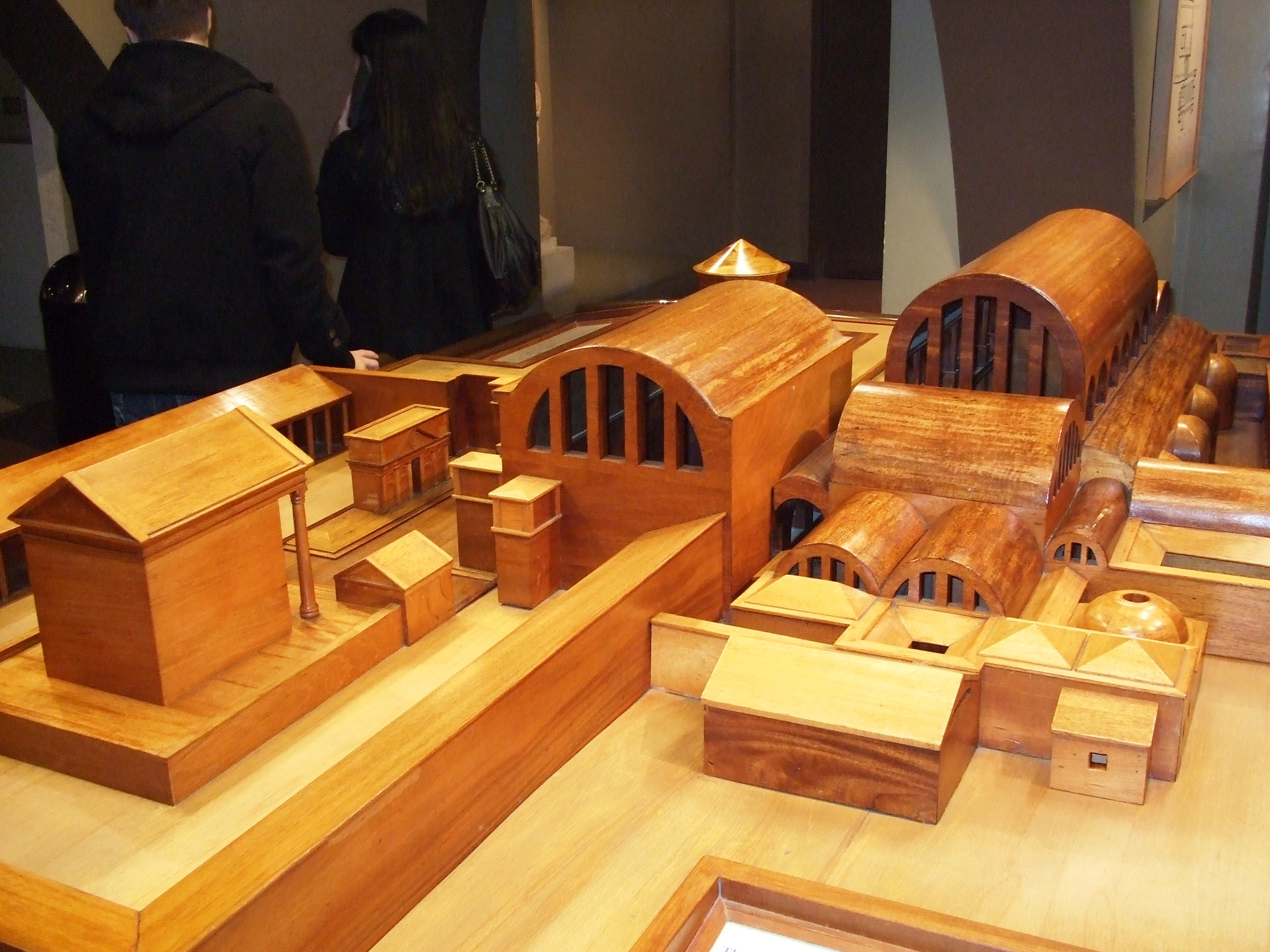
Maqueta del complejo de termas y templos romanos.

La ciudad siempre fue conocida por sus aguas termales, explotadas desde la antigüedad, incluso antes de la llegada de los romanos. Estos probablemente comenzaron a construir un complejo formal de templos en Aquae Sulis en la década del 60. Los romanos debieron llegar a la zona poco después de entrada en Britania en el año 43 y existen pruebas de que su calzada militar, la denominada Fosse Way, cruzaba el río Avon a la altura de Bath. Se ha descubierto una presencia militar romana temprana justo al noreste del complejo termal, en la zona de Walcot, en la actual Bath.
No muy lejos del punto de cruce de su calzada, se habrían sentido atraídos por la gran fuente termal natural que había sido un santuario de los britanos celtas, dedicado a su diosa Sulis. Este manantial es una fuente mineral natural que se encuentra en el valle del río Avon, en el suroeste de Inglaterra, y es el único manantial de Gran Bretaña designado oficialmente como termal. El nombre significa en latín "las aguas de Sulis". Los romanos la identificaban con su diosa Minerva y fomentaron su culto. Las similitudes entre Minerva y Sulis ayudaron a los celtas a adaptarse a la cultura romana. El manantial se convirtió en un importante complejo de termas romanas asociado a un templo contiguo. Los arqueólogos han recuperado de la Fuente Sagrada unos 130 mensajes a Sulis grabados en tablillas de plomo de maldiciones (defixiones), la mayoría escritos en latín, aunque uno de los descubiertos estaba en lengua britónica. Esta colección es la más importante hallada en Gran Bretaña.
La maldición britónica recuperada en un colgante de metal es la única frase en esta lengua que se ha descubierto y dice así:

Adixoui Deuina Deieda Andagin Uindiorix cuamenai o tal vez Adixoui Deiana Deieda Andagin Uindiorix cuamiun ai.

"Al afijado – Deuina, Deieda, Andagin (y) Uindiorix – he atado".

Cayo Julio Solino comenta que "La circunferencia de Britania es de 7845 kilómetros. En este espacio hay muchos grandes ríos, y manantiales termales refinados con opulento esplendor para el uso de los hombres mortales. Minerva es la patrona de estos manantiales. En su santuario, los fuegos perpetuos nunca se convierten en cenizas. Cuando se extinguen, se convierten en glóbulos pétreos".

## Ciudad amurallada

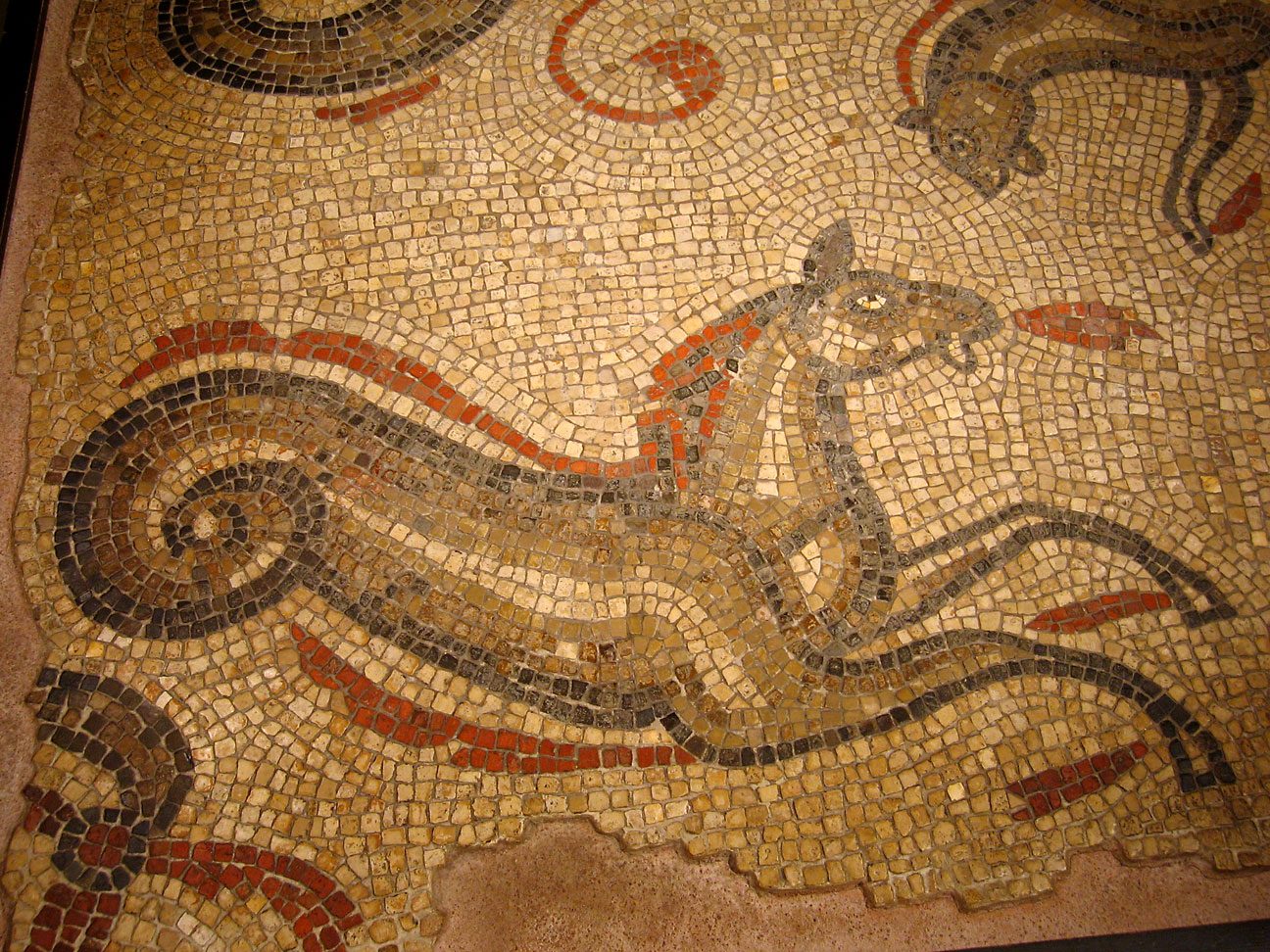
Hipocampo, la figura principal en una sección del mosaico pavimental de las termas romanas.

Fue el asentamiento religioso, más que el cruce de carreteras situado más al norte y la zona residencial conocida actualmente como Walcot, el que recibió murallas defensivas de piedra, probablemente en el siglo III. La zona interior, de aproximadamente 9,3 hectáreas, era en gran parte terreno abierto, pero pronto empezó a rellenarse. No está claro si estas nuevas construcciones eran viviendas privadas o estaban relacionadas con el servicio a los peregrinos del templo. A lo largo de la calzada septentrional, fuera de las murallas y más allá de los cementerios, también se construyó una cerca.

## Decadencia
A partir de finales del siglo III, el Imperio romano de Occidente y con él, su vida urbana decayeron. Sin embargo, aunque el gran complejo de termas se deterioró, se siguieron utilizando en parte. Tras el fin del dominio romano en Britania, alrededor del año 410, parece que algunos residentes permanecieron en la ciudad, pero la violencia parece que hubiese arraigado. Entre las pruebas arqueológicas del caos y las incursiones de los piratas que sufrieron los pocos ciudadanos que permanecieron residentes en la década de 440 se incluye el hallazgo de la cabeza cortada de una joven en un horno de la calle Abbeygate durante las excavaciones de 1984-1985.
Ya desde Godofredo de Monmouth se ha sugerido que la batalla artúrica de Monte Badon (c. 500) tuvo lugar cerca de Aquae Sulis. Tim y Annette Burkitt han propuesto Caer Badden (latín: Aquae Sulis), a unos 32 kilómetros al noreste de las minas romanas de Charterhouse, basándose en los Anales Galeses, así como en pruebas arqueológicas y toponímicas.

## Leyenda medieval
En la época medieval, el templo romano de Bath se incorporó a la leyenda británica (Materia de Bretaña). Se dice que el legendario rey Bladud dedicó las fuentes termales de Bath a Minerva y que el templo estaba dotado de una llama eterna.
Un poema del siglo VIII en inglés antiguo, The Ruin (La ruina), que describe los ruinosos cambios que se habían producido en un manantial romano de agua caliente, se supone que hace referencia a Aquae Sulis. El poema se copió en el Libro de Exeter para su transmisión a las generaciones futuras.